# Bruno Granz
Bruno Richard Granz (* 6. Dezember 1880 in Callenberg (Sachsen); † 3. November 1937 in Butowo, UdSSR) war ein deutscher Politiker (SPD, USPD, KPD) und von 1920 bis 1926 Abgeordneter des Sächsischen Landtages.

## Leben
Der Sohn eines Kleinbauern und Zimmermanns absolvierte eine Lehre als Bäcker und arbeitete anschließend als Backmeister in Callenberg und Limbach. Von 1906 bis 1910 war er Hilfsarbeiter in Chemnitz. Dort wurde er 1906 Mitglied der SPD. Ab 1910 war Granz im Vorstand des Konsumvereins in Limbach tätig. 1912 wurde er Vorsitzender der SPD-Ortsgruppe Limbach. Unter seinem maßgeblichen Einfluss beschloss die Kreiskonferenz 1917 den Übertritt zur USPD und wählte Granz zum Kreisvorsitzenden. 1916/17 leistete er Militärdienst.
Im November 1918 wurde Granz zum Vorsitzenden des Arbeiter- und Soldatenrates in Limbach gewählt. Am Jahresende nahm er als Delegierter am Gründungsparteitag der KPD teil. Er war von 1919 bis 1933 Vorsitzender der KPD-Fraktion in der Stadtverordnetenversammlung in Limbach. Von 1920 bis 1926 war Granz für die KPD Abgeordneter des Sächsischen Landtages. Daneben war er von 1924 bis 1933 Geschäftsführer des Limbacher Konsumvereins. Von 1919 bis 1930 gehörte er der KPD-Bezirksleitung Erzgebirge-Vogtland an. Aufgrund seiner Freundschaft mit dem ehemaligen KPD-Vorsitzenden Heinrich Brandler nahm Ende der 1920er Jahre sein Einfluss in der KPD ab.
Im März 1933 emigrierte Granz in die Tschechoslowakei und 1934 in die Sowjetunion. Dort arbeitete er unter dem Namen Otto Stoll in einer Moskauer Bäckerei. 1937 wurde Bruno Granz ebenso wie sein Sohn Kurt vom NKWD verhaftet und noch im gleichen Jahr erschossen.